# Placek skautowy
Placek skautowy – popularny wśród skautów szybki do zrobienia słodki posiłek. Składnikami placka są mąka pszenna, biały cukier i woda (stosowane proporcje są różne, ważne, aby masa nie była za rzadka). Ważnym elementem tradycji placków skautowych jest sposób ich pieczenia – gotową masę nakłada się na okorowany patyk, długości ok. łokcia. Jeśli masa zlewa się z patyka, to znaczy, że jest za rzadka i trzeba ją zagęścić większą ilością mąki, a jeśli spada, to jest za gęsta. Następnie piecze się go nad ogniskiem bądź kuchnią polową (ogień nie musi być wielki). Dla lepszego efektu można posmarować placek masłem przed pieczeniem (placek powinien się dzięki temu ładnie zarumienić i mieć bardziej chrupiącą skórkę). Często placki, i tak już słodkie, spożywane są z dżemem. Podobną, aczkolwiek nie taką samą, potrawą jest podpłomyk.